# Liga de Campeones de fútbol sala de la UEFA 2018-19
La Liga de Campeones de fútbol sala de la UEFA 2018-19 fue la 33ª edición del máximo torneo de clubes de fútbol sala y la 1.ª bajo el nombre de Liga de Campeones de fútbol sala de la UEFA.
El torneo empezó el 28 de agosto de 2018 con los primeros partidos de la Ronda Preliminar y terminó el 28 de abril de 2019 con la Fase Final.

## Formato
El torneo constará de cuatro rondas: Ronda Preliminar, Ronda Principal, Ronda Élite y Ronda Final.
La primera en jugarse será la Ronda Preliminar, donde en función del número de participantes, los equipos con menor clasificación pasan a disputar mini-torneos de tres o cuatro equipos bajo el sistema de liga que tienen lugar al inicio de la temporada. Cada mini-torneo lo acoge uno de los equipos que participa y cada conjunto juega ante los otros siendo el vencedor del grupo el que pasa a la siguiente ronda.
En la Ronda Principal, los ganadores de la ronda preliminar se unen al resto de participantes excepto a los cuatro conjuntos con una mejor clasificación, que entran en competición en la ronda élite. Los clubes se dividen en seis grupos de cuatro equipos y los mini-torneos vuelven a disputarse en una sede pero esta vez avanzan a la siguiente ronda los dos mejores de cada grupo.
En la Ronda Élite, los 12 equipos que provienen de la ronda principal se unen a los cuatro cabeza de serie y se forman cuatro grupos de cuatro equipos. Los ganadores de los mini-torneos, que se disputan en otoño, pasan a la fase final.
Los cuatro clasificados juegan la fase final durante un fin de semana del mes de abril y la sede es escogida entre los participantes en dicha fase. El torneo se juega en formato eliminatorio con las semifinales dos días antes de la final y el partido por el tercer puesto. Si el partido por el tercer y cuarto puesto acaba en empate tras los 40 minutos se irá directamente a los penaltis. En el resto de los partidos, se jugarán diez minutos de prórroga.

## Equipos participantes
A partir de esta edición, las tres asociaciones con mayor coeficiente serán representadas por dos equipos. Por otra parte, igual que en las temporadas anteriores, el campeón vigente clasifica automáticamente, y por lo tanto, su asociación también puede clasificar a un segundo equipo. Si el defensor del título pertenece a una de las tres primeras asociaciones, dicha asociación no podrá clasificar a un tercer equipo; en ese caso, la cuarta asociación podrá tener dos representantes. En todas las demás asociaciones clasificará un equipo (el campeón de su liga regular de fútbol sala, o en circunstancias especiales, el subcampeón).
Por lo tanto, un máximo de 59 equipos de las 55 asociaciones miembros de la UEFA pueden participar en el torneo.

### Ranking de asociaciones
Para la Liga de Campeones de fútbol sala de la UEFA 2018-19, el número de plazas de las diferentes asociaciones es asignado según su Coeficiente UEFA futsal de selecciones nacionales, calculado sobre la base de lo siguiente:
- Eurocopa de fútbol sala de 2016 y su fase de clasificación.
- Copa Mundial de fútbol sala de 2016 y su fase de clasificación.
- Eurocopa de fútbol sala de 2018 y su fase de clasificación.

| Posición | Asociación           | Coef.  | Equipos |
| -------- | -------------------- | ------ | ------- |
| 1        | Rusia                | 10,171 | 2       |
| 2        | España               | 10,022 | 2       |
| 3        | Portugal             | 9,633  | 2       |
| 4        | Kazajistán           | 9,000  | 2       |
| 5        | Ucrania              | 8,389  | 1       |
| 6        | Azerbaiyán           | 7,822  | 1       |
| 7        | Italia               | 7,444  | 1       |
| 8        | Serbia               | 6,833  | 1       |
| 9        | Eslovenia            | 6,500  | 1       |
| 10       | Croacia              | 4,276  | 1       |
| 11       | Hungría              | 4,111  | 1       |
| 12       | Rep. Checa           | 3,611  | 1       |
| 13       | Rumania              | 3,500  | 1       |
| 14       | Polonia              | 3,389  | 1       |
| 15       | Francia              | 2,944  | 1       |
| 16       | Eslovaquia           | 2,944  | 1       |
| 17       | Bielorrusia          | 2,889  | 1       |
| 18       | Países Bajos         | 2,278  | 1       |
| 19       | Bosnia y Herzegovina | 2,222  | 1       |

| Posición | Asociación             | Coef. | Equipos |
| -------- | ---------------------- | ----- | ------- |
| 20       | Bélgica                | 2,111 | 1       |
| 21       | Georgia                | 2,056 | 1       |
| 22       | República de Macedonia | 2,000 | 1       |
| 23       | Finlandia              | 1,694 | 1       |
| 24       | Letonia                | 1,222 | 1       |
| 25       | Turquía                | 1,222 | 1       |
| 26       | Moldavia               | 0,833 | 1       |
| 27       | Inglaterra             | 0,833 | 1       |
| 28       | Albania                | 0,778 | 1       |
| 29       | Suecia                 | 0,778 | 1       |
| 30       | Montenegro             | 0,722 | 1       |
| 31       | Dinamarca              | 0,722 | 1       |
| 32       | Noruega                | 0,722 | 1       |
| 33       | Kosovo                 | 0,667 | 1       |
| 34       | Suiza                  | 0,583 | 1       |
| 35       | Bulgaria               | 0,556 | 1       |
| 36       | Armenia                | 0,500 | 1       |
| 37       | Grecia                 | 0,500 | 1       |
| 38       | Alemania               | 0,500 | 1       |

| Posición | Asociación        | Coef. | Equipos |
| -------- | ----------------- | ----- | ------- |
| 39       | Gales             | 0,389 | 1       |
| 40       | Lituania          | 0,389 | 1       |
| 41       | Chipre            | 0,389 | 1       |
| 42       | Israel            | 0,278 | 1       |
| 43       | Andorra           | 0,222 | 1       |
| 44       | Estonia           | 0,111 | 1       |
| 45       | Malta             | 0,000 | 1       |
| 46       | Gibraltar         | 0,000 | 1       |
| 47       | San Marino        | 0,000 | 1       |
| 48       | Escocia           | 0,000 | 1       |
| (NR)     | Austria           | 0,000 | 1       |
| (NR)     | Austria           | 0,000 | 1       |
| (NR)     | Islas Feroe       | 0,000 | 1       |
| (NR)     | Islandia          | 0,000 | 1       |
| (NR)     | Liechtenstein     | 0,000 | 1       |
| (NR)     | Luxemburgo        | 0,000 | 1       |
| (NR)     | Irlanda del Norte | 0,000 | 1       |
| (NR)     | Irlanda           | 0,000 | 1       |

Notas
- (CV) - Equipo extra por vigente campeón
- (DNE) - No obtiene ningún equipo participante
- (NR) - Sin posición (la asociación no participó en las competiciones utilizadas para calcular los coeficientes)

Kazajistán obtiene un equipo extra ya que el Movistar Inter, vigente campeón, pertenece a una de las tres primeras asociaciones.

## Ronda Preliminar

### Grupo A
Sede: Mostar,  Bosnia y Herzegovina
| Equipo                  | Pts | PJ | PG | PE | PP | GF | GC | Dif |
| ----------------------- | --- | -- | -- | -- | -- | -- | -- | --- |
| F. C. Mostar-Stari Grad | 9   | 3  | 3  | 0  | 0  | 17 | 5  | +12 |
| Futsal Gentofte         | 6   | 3  | 2  | 0  | 1  | 15 | 4  | +11 |
| Maccabi Nahalat Itzhak  | 3   | 3  | 1  | 0  | 2  | 9  | 15 | -6  |
| Wattcell F. C.          | 0   | 3  | 0  | 0  | 3  | 7  | 24 | -17 |

### Grupo B
- Sede: Wiener Neustadt,  Austria

| Equipo            | Pts | PJ | PG | PE | PP | GF | GC | Dif |
| ----------------- | --- | -- | -- | -- | -- | -- | -- | --- |
| Kampuksen Dynamo  | 9   | 3  | 3  | 0  | 0  | 15 | 1  | +14 |
| Murexin Allstars  | 6   | 3  | 2  | 0  | 1  | 14 | 10 | +4  |
| Sandefjord Futsal | 3   | 3  | 1  | 0  | 2  | 4  | 8  | -4  |
| F. C. Encamp      | 0   | 3  | 0  | 0  | 3  | 5  | 19 | -14 |

### Grupo C
- Sede: Uddevalla,  Suecia

| Equipo          | Pts | PJ | PG | PE | PP | GF | GC | Dif |
| --------------- | --- | -- | -- | -- | -- | -- | -- | --- |
| IFK Uddevalla   | 9   | 3  | 3  | 0  | 0  | 14 | 7  | +7  |
| F. C. Leo       | 6   | 3  | 2  | 0  | 1  | 13 | 6  | +7  |
| KMF Čelik       | 3   | 3  | 1  | 0  | 2  | 12 | 11 | +1  |
| Vængir Júpíters | 0   | 3  | 0  | 0  | 3  | 9  | 24 | -15 |

### Grupo D
- Sede: Hohenstein-Ernstthal,  Alemania

| Equipo                      | Pts | PJ | PG | PE | PP | GF | GC | Dif |
| --------------------------- | --- | -- | -- | -- | -- | -- | -- | --- |
| VfL 05 Hohenstein-Ernstthal | 7   | 3  | 2  | 1  | 0  | 19 | 5  | +14 |
| Doukas SAC                  | 5   | 3  | 1  | 2  | 0  | 11 | 9  | +2  |
| K. F. Tirana                | 4   | 3  | 1  | 1  | 1  | 8  | 9  | -1  |
| Belfast United F. C.        | 0   | 3  | 0  | 0  | 3  | 9  | 24 | -15 |

### Grupo E
- Sede: Skopje,  Macedonia del Norte

| Equipo            | Pts | PJ | PG | PE | PP | GF | GC | Dif |
| ----------------- | --- | -- | -- | -- | -- | -- | -- | --- |
| Valletta F. C.    | 9   | 3  | 3  | 0  | 0  | 17 | 7  | +10 |
| KMF Veles         | 6   | 3  | 2  | 0  | 1  | 19 | 11 | +8  |
| FC Cosmos Tallinn | 3   | 3  | 1  | 0  | 2  | 9  | 10 | -1  |
| Futsamba Naas     | 0   | 3  | 0  | 0  | 3  | 5  | 22 | -17 |

### Grupo F
- Sede: Jonava,  Lituania

| Equipo                    | Pts | PJ | PG | PE | PP | GF | GC | Dif |
| ------------------------- | --- | -- | -- | -- | -- | -- | -- | --- |
| F. K. Kauno Žalgiris      | 9   | 3  | 3  | 0  | 0  | 20 | 4  | +16 |
| Zaalvoetbal Hovocubo 1966 | 6   | 3  | 2  | 0  | 1  | 20 | 8  | +12 |
| Reading Escolla F. C.     | 3   | 3  | 1  | 0  | 2  | 10 | 18 | -8  |
| S. S. Murata              | 0   | 3  | 0  | 0  | 3  | 4  | 24 | -20 |

### Grupo G
- Sede: Bielsko-Biała,  Polonia

| Equipo                   | Pts | PJ | PG | PE | PP | GF | GC | Dif |
| ------------------------ | --- | -- | -- | -- | -- | -- | -- | --- |
| Rekord Bielsko-Biała     | 9   | 3  | 3  | 0  | 0  | 23 | 4  | +19 |
| Varna City F. C.         | 4   | 3  | 1  | 1  | 1  | 9  | 8  | +1  |
| Racing Futsal Luxembourg | 3   | 3  | 1  | 0  | 2  | 11 | 19 | -8  |
| Cardiff University F. C. | 1   | 3  | 0  | 1  | 2  | 7  | 19 | -12 |

### Grupo H
- Sede: Timișoara,  Rumania

| Equipo                   | Pts | PJ | PG | PE | PP | GF | GC | Dif |
| ------------------------ | --- | -- | -- | -- | -- | -- | -- | --- |
| CS Informatica Timișoara | 6   | 2  | 2  | 0  | 0  | 15 | 2  | +13 |
| Lynx F. C.               | 3   | 2  | 1  | 0  | 1  | 5  | 8  | -3  |
| Osmanlıspor F. K.        | 0   | 2  | 0  | 0  | 2  | 4  | 14 | -10 |

### Grupo I
- Sede: Ciorescu,  Moldavia

| Equipo            | Pts | PJ | PG | PE | PP | GF | GC | Dif |
| ----------------- | --- | -- | -- | -- | -- | -- | -- | --- |
| MFC Tatishvili    | 4   | 2  | 1  | 1  | 0  | 8  | 6  | +2  |
| C. S. C. Dinamo   | 3   | 2  | 1  | 0  | 1  | 6  | 7  | -1  |
| RCD Fidell Futsal | 1   | 2  | 0  | 1  | 1  | 9  | 10 | -1  |

## Ronda Principal
- Los horarios corresponden al horario de verano europeo (UTC+2).

### Ruta A

#### Grupo 1
Sede: Halle,  Bélgica
| Equipo                 | Pts | PJ | PG | PE | PP | GF | GC | Dif |
| ---------------------- | --- | -- | -- | -- | -- | -- | -- | --- |
| S. L. Benfica          | 7   | 3  | 2  | 1  | 0  | 15 | 5  | +10 |
| F. C. Barcelona        | 7   | 3  | 2  | 1  | 0  | 12 | 6  | +6  |
| FP Halle-Gooik         | 3   | 3  | 1  | 0  | 2  | 15 | 16 | -1  |
| Kremlin-Bicêtre United | 0   | 3  | 0  | 0  | 3  | 7  | 22 | -15 |

#### Grupo 2
Sede: Kragujevac,  Serbia
| Equipo             | Pts | PJ | PG | PE | PP | GF | GC | Dif |
| ------------------ | --- | -- | -- | -- | -- | -- | -- | --- |
| Movistar Inter     | 9   | 3  | 3  | 0  | 0  | 9  | 3  | +6  |
| F. K. Chrudim      | 6   | 3  | 2  | 0  | 1  | 8  | 5  | +3  |
| K. M. F. Ekonomac  | 3   | 3  | 1  | 0  | 2  | 8  | 12 | -4  |
| M. F. K. Prodeksim | 0   | 3  | 0  | 0  | 3  | 2  | 7  | -5  |

#### Grupo 3
Sede: Rogatec,  Eslovenia
| Equipo              | Pts | PJ | PG | PE | PP | GF | GC | Dif |
| ------------------- | --- | -- | -- | -- | -- | -- | -- | --- |
| M. K. Gazprom Jugra | 9   | 3  | 3  | 0  | 0  | 15 | 2  | +13 |
| F. K. Dobovec       | 6   | 3  | 2  | 0  | 1  | 9  | 4  | +5  |
| P. M. K. Sibirjak   | 3   | 3  | 1  | 0  | 2  | 4  | 13 | -9  |
| MVFC Berettyóújfalu | 0   | 3  | 0  | 0  | 3  | 4  | 13 | -9  |

#### Grupo 4
Sede: Drenas,  Kosovo
| Equipo               | Pts | PJ | PG | PE | PP | GF | GC | Dif |
| -------------------- | --- | -- | -- | -- | -- | -- | -- | --- |
| AFC Kairat           | 9   | 3  | 3  | 0  | 0  | 15 | 4  | +11 |
| Sporting de Portugal | 6   | 3  | 2  | 0  | 1  | 9  | 4  | +5  |
| LidSelmash Lida      | 3   | 3  | 1  | 0  | 2  | 5  | 11 | -6  |
| FC Feniks            | 0   | 3  | 0  | 0  | 3  | 5  | 15 | -10 |

### Ruta B

#### Grupo 5
Sede: Nicosia,  Chipre
| Equipo                  | Pts | PJ | PG | PE | PP | GF | GC | Dif |
| ----------------------- | --- | -- | -- | -- | -- | -- | -- | --- |
| Acqua e Sapone          | 9   | 3  | 3  | 0  | 0  | 18 | 3  | +15 |
| APOEL de Nicosia        | 3   | 3  | 1  | 0  | 2  | 7  | 11 | -4  |
| F. C. Mostar-Stari Grad | 3   | 3  | 1  | 0  | 2  | 10 | 14 | -4  |
| IFK Uddevalla           | 3   | 3  | 1  | 0  | 2  | 9  | 16 | -7  |

#### Grupo 6
Sede: Makarska,  Croacia
| Equipo           | Pts | PJ | PG | PE | PP | GF | GC | Dif |
| ---------------- | --- | -- | -- | -- | -- | -- | -- | --- |
| MNK Novo Vrijeme | 9   | 3  | 3  | 0  | 0  | 10 | 3  | +7  |
| FC Aktobe        | 6   | 3  | 2  | 0  | 1  | 9  | 2  | +7  |
| MFC Tatishvili   | 3   | 3  | 1  | 0  | 2  | 9  | 11 | -2  |
| Kampuksen Dynamo | 0   | 3  | 0  | 0  | 3  | 2  | 14 | -12 |

#### Grupo 7
Sede: Riga,  Letonia
| Equipo                      | Pts | PJ | PG | PE | PP | GF | GC | Dif |
| --------------------------- | --- | -- | -- | -- | -- | -- | -- | --- |
| Rekord Bielsko-Biała        | 7   | 3  | 2  | 1  | 0  | 13 | 2  | +11 |
| CS Informatica Timișoara    | 4   | 3  | 1  | 1  | 1  | 7  | 4  | +3  |
| F. K. Nikars                | 3   | 3  | 1  | 0  | 2  | 6  | 16 | -10 |
| VfL 05 Hohenstein-Ernstthal | 3   | 3  | 1  | 0  | 2  | 5  | 9  | -4  |

#### Grupo 8
Sede: Lučenec,  Eslovaquia
| Equipo               | Pts | PJ | PG | PE | PP | GF | GC | Dif |
| -------------------- | --- | -- | -- | -- | -- | -- | -- | --- |
| F. K. Kauno Žalgiris | 9   | 3  | 3  | 0  | 0  | 9  | 2  | +7  |
| F. K. Lučenec        | 6   | 3  | 2  | 0  | 1  | 11 | 8  | +3  |
| Araz Naxçıvan F. K.  | 1   | 3  | 0  | 1  | 2  | 3  | 7  | -4  |
| Valletta F. C.       | 1   | 3  | 0  | 1  | 2  | 4  | 10 | -6  |

## Ronda Élite
| Ronda Principal Ruta A | Ronda Principal Ruta A                    | Ronda Principal Ruta A                       | Ronda Principal Ruta A                                    |
| Grupos                 | Campeones (Posición de Cabeza de Serie 1) | Subcampeones (Posición de Cabeza de Serie 2) | Terceros clasificados (Posición de Cabeza de Serie 3 y 4) |
| ---------------------- | ----------------------------------------- | -------------------------------------------- | --------------------------------------------------------- |
| 1                      | S. L. Benfica                             | F. C. Barcelona                              | FP Halle-Gooik                                            |
| 2                      | Movistar Inter                            | F. K. Chrudim                                | K. M. F. Ekonomac                                         |
| 3                      | M. K. Gazprom Jugra                       | F. K. Dobovec                                | P. M. K. Sibirjak                                         |
| 4                      | AFC Kairat                                | Sporting de Portugal                         | LidSelmash Lida                                           |

| Ronda Principal Ruta B | Ronda Principal Ruta B                        |
| Grupos                 | Campeones (Posición de Cabeza de Serie 3 y 4) |
| ---------------------- | --------------------------------------------- |
| 5                      | Acqua e Sapone                                |
| 6                      | MNK Novo Vrijeme                              |
| 7                      | Rekord Bielsko-Biała                          |
| 8                      | F. K. Kauno Žalgiris                          |

### Grupo A
Sede: Alytus,  Lituania
| Equipo               | Pts | PJ | PG | PE | PP | GF | GC | Dif |
| -------------------- | --- | -- | -- | -- | -- | -- | -- | --- |
| Movistar Inter       | 9   | 3  | 3  | 0  | 0  | 13 | 6  | +7  |
| F. K. Dobovec        | 6   | 3  | 2  | 0  | 1  | 8  | 10 | -2  |
| FP Halle-Gooik       | 3   | 3  | 1  | 0  | 2  | 12 | 11 | +1  |
| F. K. Kauno Žalgiris | 0   | 3  | 0  | 0  | 3  | 5  | 11 | -6  |

### Grupo B
Sede: Barcelona,  España
| Equipo               | Pts | PJ | PG | PE | PP | GF | GC | Dif |
| -------------------- | --- | -- | -- | -- | -- | -- | -- | --- |
| F. C. Barcelona      | 9   | 3  | 3  | 0  | 0  | 11 | 2  | +9  |
| M. K. Gazprom Jugra  | 6   | 3  | 2  | 0  | 1  | 7  | 7  | 0   |
| K. M. F. Ekonomac    | 3   | 3  | 1  | 0  | 2  | 11 | 13 | -2  |
| Rekord Bielsko-Biała | 0   | 3  | 0  | 0  | 3  | 8  | 15 | -7  |

### Grupo C
Sede: Lisboa,  Portugal
| Equipo               | Pts | PJ | PG | PE | PP | GF | GC | Dif |
| -------------------- | --- | -- | -- | -- | -- | -- | -- | --- |
| Sporting de Portugal | 7   | 3  | 2  | 1  | 0  | 11 | 1  | +10 |
| S. L. Benfica        | 7   | 3  | 2  | 1  | 0  | 10 | 3  | +7  |
| P. M. K. Sibirjak    | 3   | 3  | 1  | 0  | 2  | 5  | 9  | -4  |
| MNK Novo Vrijeme     | 0   | 3  | 0  | 0  | 3  | 1  | 14 | -13 |

### Grupo D
Sede: Chrudim,  República Checa
| Equipo          | Pts | PJ | PG | PE | PP | GF | GC | Dif |
| --------------- | --- | -- | -- | -- | -- | -- | -- | --- |
| AFC Kairat      | 9   | 3  | 3  | 0  | 0  | 15 | 5  | +10 |
| Acqua e Sapone  | 6   | 3  | 2  | 0  | 1  | 15 | 7  | +8  |
| F. K. Chrudim   | 3   | 3  | 1  | 0  | 2  | 6  | 7  | -1  |
| LidSelmash Lida | 0   | 3  | 0  | 0  | 3  | 5  | 22 | -17 |

## Ronda Final
Sede: Almaty,  Kazajistán
Equipos clasificados:
| Ronda Élite | Ronda Élite          |
| Grupos      | Campeón              |
| ----------- | -------------------- |
| A           | Movistar Inter       |
| B           | F. C. Barcelona      |
| C           | Sporting de Portugal |
| D           | AFC Kairat           |

|  | Semifinales          | Semifinales         |   |                     | Final                | Final |  |
|  |                      |                     |   |                     |                      |       |  |
|  |                      |                     |   |                     |                      |       |  |
|  | 26 de abril de 2019  |                     |   |                     |                      |       |  |
|  | Sporting de Portugal | 5                   |   |                     |                      |       |  |
|  | Movistar Inter       | 3                   |   |                     |                      |       |  |
|  |                      |                     |   |                     |                      |       |  |
|  |                      |                     |   |                     | 28 de abril de 2019  |       |  |
|  |                      |                     |   |                     | Sporting de Portugal | 2     |  |
|  |                      | AFC Kairat          | 1 |                     |                      |       |  |
|  |                      |                     |   |                     |                      |       |  |
|  |                      |                     |   |                     |                      |       |  |
|  |                      |                     |   |                     | Tercer lugar         |       |  |
|  | 26 de abril de 2019  | 26 de abril de 2019 |   | 28 de abril de 2019 | 28 de abril de 2019  |       |  |
|  | F. C. Barcelona      | 2                   |   | Movistar Inter      | 1                    |       |  |
|  | AFC Kairat           | 5                   |   |                     | F. C. Barcelona      | 3     |  |

### Semifinales
| 26 de abril de 2019, 14:45 | Sporting de Portugal                          | 5:3 (1:1) | Movistar Inter                         | Almaty Arena, Almaty                            |                                                 |
|                            | Déo 5' · Dieguinho 23' 29' 35' · Cardinal 39' | Reporte   | 5' Pedro Cary · 37' Bebe · 39' Gadeia´ | Árbitro(s): Marc Birkett Kamil Çetin Saša Tomić | Árbitro(s): Marc Birkett Kamil Çetin Saša Tomić |

| 26 de abril de 2019, 17:30 | F. C. Barcelona        | 2:5 (0:0) | AFC Kairat                                                                  | Almaty Arena, Almaty                                      |                                                           |
|                            | Lozano 38' · Dyego 39' | Reporte   | 21' Tayebi · 27' Taynan · 37' Jonhn Lennon · 39' Edson · 39' Douglas Junior | Árbitro(s): Alessandro Malfer Angelo Galante Nikola Jelić | Árbitro(s): Alessandro Malfer Angelo Galante Nikola Jelić |

### 3º y 4º Puesto
| 28 de abril de 2019, 13:30 | Movistar Inter | 1:3 (1:2) | F. C. Barcelona                          | Almaty Arena, Almaty                                     |                                                          |
|                            | Marlon 6'´     | Reporte   | 9' Ferrao · 11' Adolfo · 34' Esquerdinha | Árbitro(s): Alessandro Malfer Angelo Galante Kamil Çetin | Árbitro(s): Alessandro Malfer Angelo Galante Kamil Çetin |

### Final
| 28 de abril de 2019, 16:00 | Sporting de Portugal      | 2:1 (0:0) | AFC Kairat         | Almaty Arena, Almaty                             |                                                  |
|                            | Cavinato 21' · Merlim 26' | Reporte   | 37' Douglas Junior | Árbitro(s): Saša Tomić Nikola Jelić Marc Birkett | Árbitro(s): Saša Tomić Nikola Jelić Marc Birkett |